# Taenionema japonicum
Taenionema japonicum is een steenvlieg uit de familie vroege steenvliegen (Taeniopterygidae). De wetenschappelijke naam van de soort is voor het eerst geldig gepubliceerd in 1922 door Okamoto.